# 布雷尼巴峰
61°45′52″N 7°11′39″E / 61.76444°N 7.19417°E

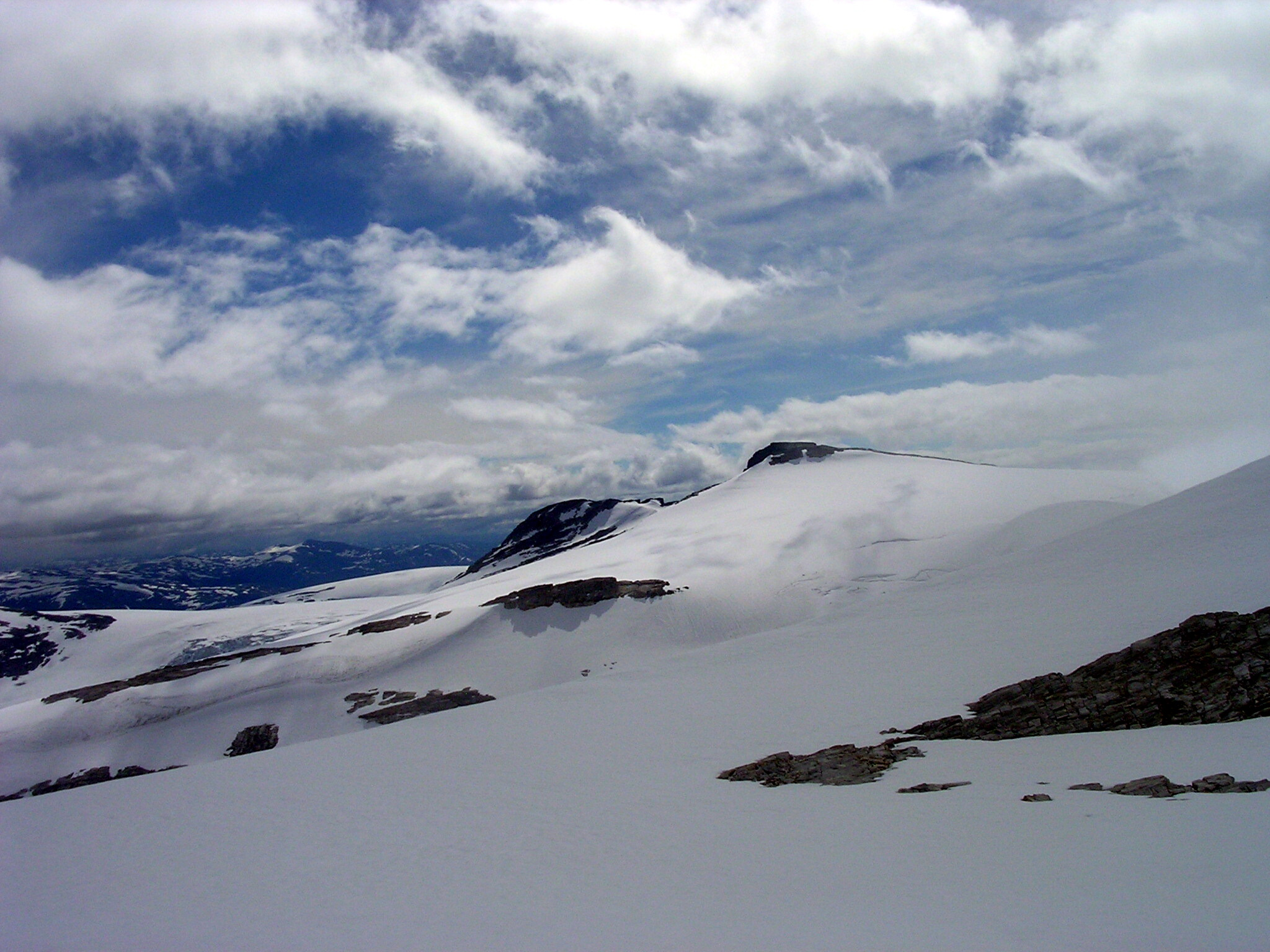

布雷尼巴峰是挪威的山峰，位於該國西南部韋斯特蘭郡，處於呂斯特，距離首都奧斯陸280公里，屬於布萊海門山脈的一部分，海拔高度2,018米。